# Division by Zero
Division by Zero – polska grupa muzyczna wykonująca metal progresywny. Powstała w 2003 roku w Wojkowicach.

## Historia
Zespół powstał w 2003 roku w Wojkowicach w składzie: Leszek Trela, Michał Wieczorek, Mariusz Prętkiewicz oraz Patryk Kumór. W tym czasie zespół zarejestrował swój pierwszy promocyjny album pt. Code of Soul. Dopiero w lutym 2005 roku, po dwóch latach poszukiwań, w szeregi Divsion by Zero wstąpił Sławek Wierny. Gdy utwory nabrały ostatecznego kształtu, członkowie zespołu postanowili zarejestrować nowy materiał, którym było demo promocyjne pt. Out Of Body Experience. W listopadzie 2006 roku zespół podpisał kontrakt z wytwórnią fonograficzną Insanity Records. W międzyczasie z zespołu odszedł klawiszowiec Patryk Kumór, którego w grudniu 2006 roku zastąpił Robert Gajgier.
W tym składzie grupa pracowała nad materiałem do debiutanckiej płyty pt. Tyranny of Therapy, która w marcu 2007 roku została zarejestrowana w olkuskim studiu ZED. Okładkę na nową płytę zaprojektował Mattias Noren, którego prace zdobią albumy takich zespołów jak Evergrey, Derek Sherinian czy Ayreon. Premiera płyty miała miejsce 2 maja 2007. Jesienią 2008 roku zespół wystąpił na Prog Power Europe Festival w Holandii, u boku takich grup jak Cynic, Threshold czy Pagan's Mind. Po festiwalu basista Michał Wieczorek z powodów osobistych opuścił zespół, a zastąpił go Maciej Foryta. W roku 2009 zespół już w nowym składzie wystąpił jako gość zespołu Riverside na trasie „Anno Domini High Definition Tour 2009”.
Na początku 2010 roku zespół nawiązał współpracę z wytwórnią ProgTeam. Efektem była wydana 5 kwietnia 2010 roku płyta Independent Harmony. Wkrótce potem zespół udał się na trasę koncertową u boku młodych polskich zespołów Disperse i Dianoya, podczas której zagrał w 13 polskich miastach. 2011 rok przyniósł zmiany personalne w składzie zespołu. Najpierw szeregi DBZ opuścił klawiszowiec Robert Gajgier. Następnie zespół rozwiązał współpracę z basistą Maciejem Forytą, którego szybko zastąpił Piotr Wierzba (Kruk, Sepsis). Miejsce Roberta Gajgier na krótko zajął Vincent Venoir. W związku z wakatem na stanowisku klawiszowca, zespół kontynuował swoją pracę we czwórkę. Latem zespół opuścił wokalista Sławek Wierny, którego zastąpiła Magda Kostecka. Za jej namową zespół zaprosił na przesłuchanie klawiszowca Kamila Fruka (oboje byli członkami gliwickiego zespołu Anamnezis).
17 października 2013 zespół zawiesił działalność. Jednak w 2017 roku na swoim oficjalnym profilu Facebook ogłosił reaktywację w prawie oryginalnym składzie. W marcu 2018 zespół przyjął w swoje szeregi nowego klawiszowca - Joannę Koszewską.

## Muzycy
Obecny skład zespołu
- Sławek „5th” Wierny – śpiew (od 2003-2011, od 2017)
- Leszek „Lechu” Trela – gitara (od 2003)
- Michał „Michael” Wieczorek – gitara basowa (2003-2008, od 2017)
- Mariusz „Rogol” Prętkiewicz – perkusja (od 2003)
- Joanna Koszewska - instrumenty klawiszowe (od 2018)

Byli członkowie zespołu
- Magda „Kostka” Kostecka – śpiew (2012–2013)
- Kamil Fruk – instrumenty klawiszowe (2012–2013)
- Piotr Wierzba – gitara basowa (2011–2013)
- Maciej Foryta – gitara basowa (2008-2011)
- Patryk „Spectre” Kumór – instrumenty klawiszowe (2003-2006)
- Robert Gajgier – instrumenty klawiszowe (2006-2010)
- Vincent Venoir – instrumenty klawiszowe (2010–2011)

## Dyskografia
- Code of Soul (2004, demo)
- Out Of Body Experience (2005, demo)
- Tyranny of Therapy (2007, Insanity Records)
- Independent Harmony (2010, ProgTeam)